# Nesochrysa macrostigma
Nesochrysa macrostigma is een insect uit de familie van de gaasvliegen (Chrysopidae), die tot de orde netvleugeligen (Neuroptera) behoort. 
Nesochrysa macrostigma is voor het eerst wetenschappelijk beschreven door Gerstäcker in 1894.